# Valjala
Valjala (německy Wolde) je městečko v estonském kraji Saaremaa na stejnojmenném ostrově, součást samosprávné obce Saaremaa. Je zde jedno z největších hradišť na ostrově, dosahující průměru kruhu přes 100 metrů.

## Galerie

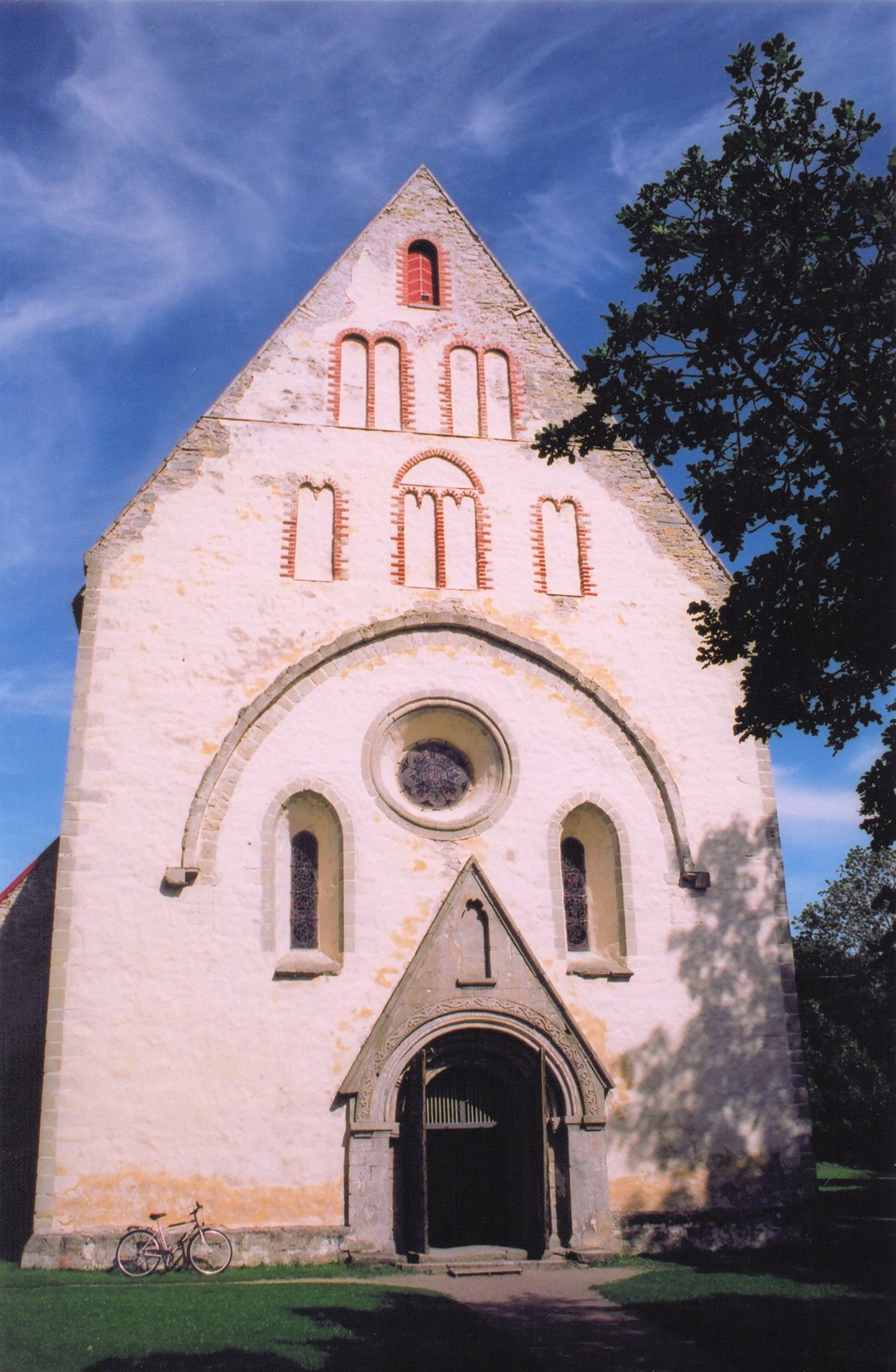
Průčelí kostela
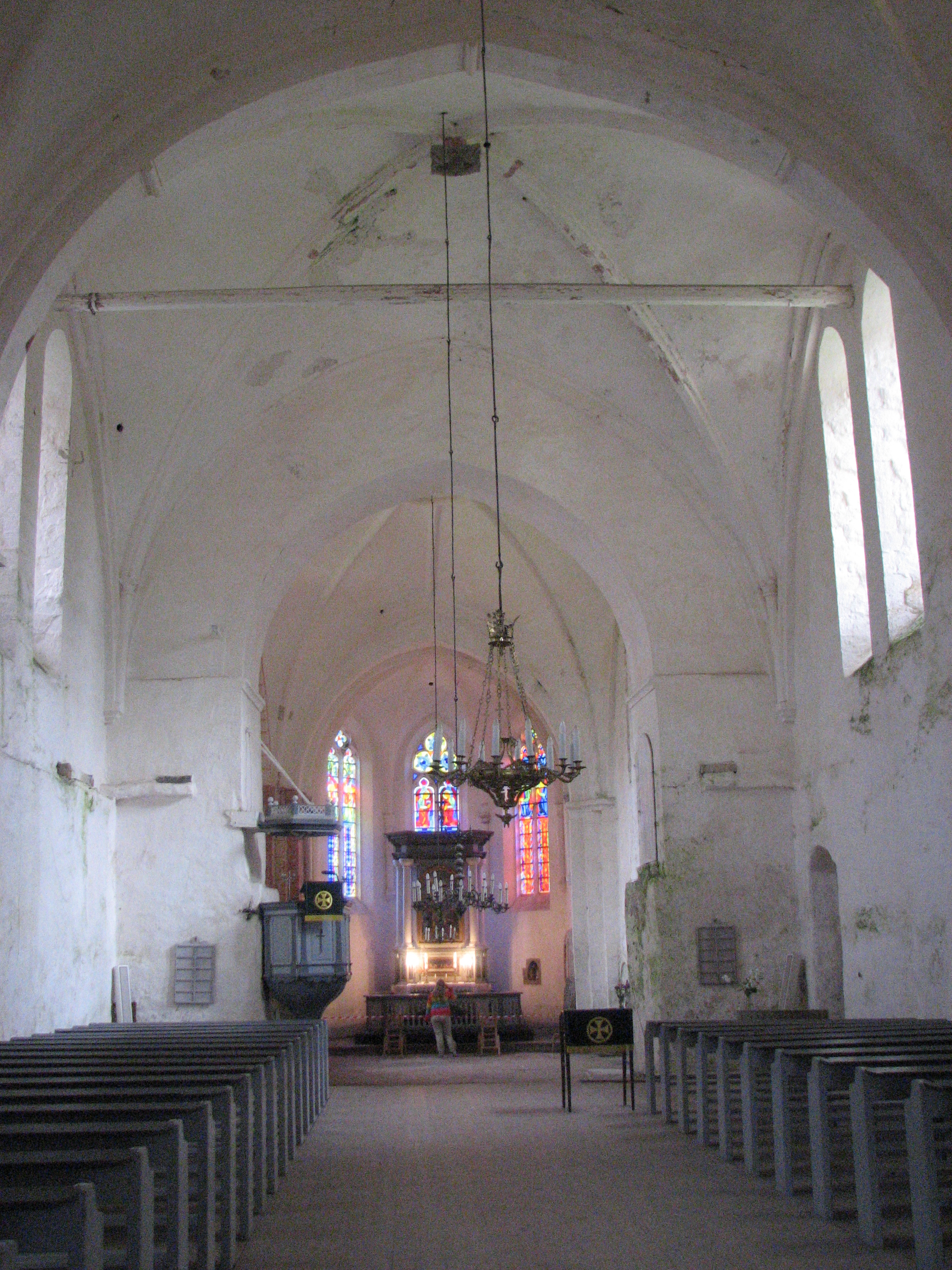
Interiér kostela
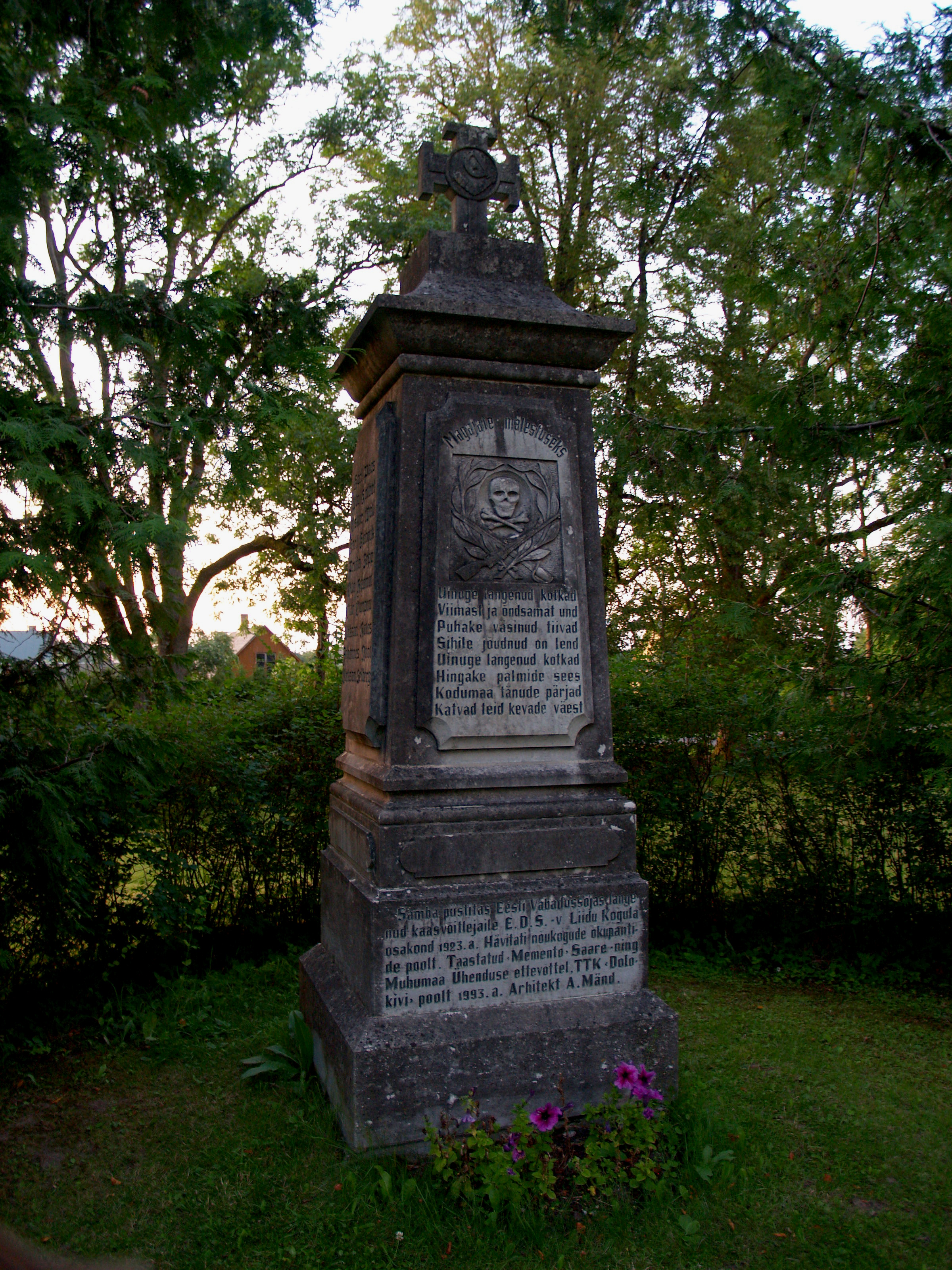
Pomník padlým v estonské osvobozenecké válce
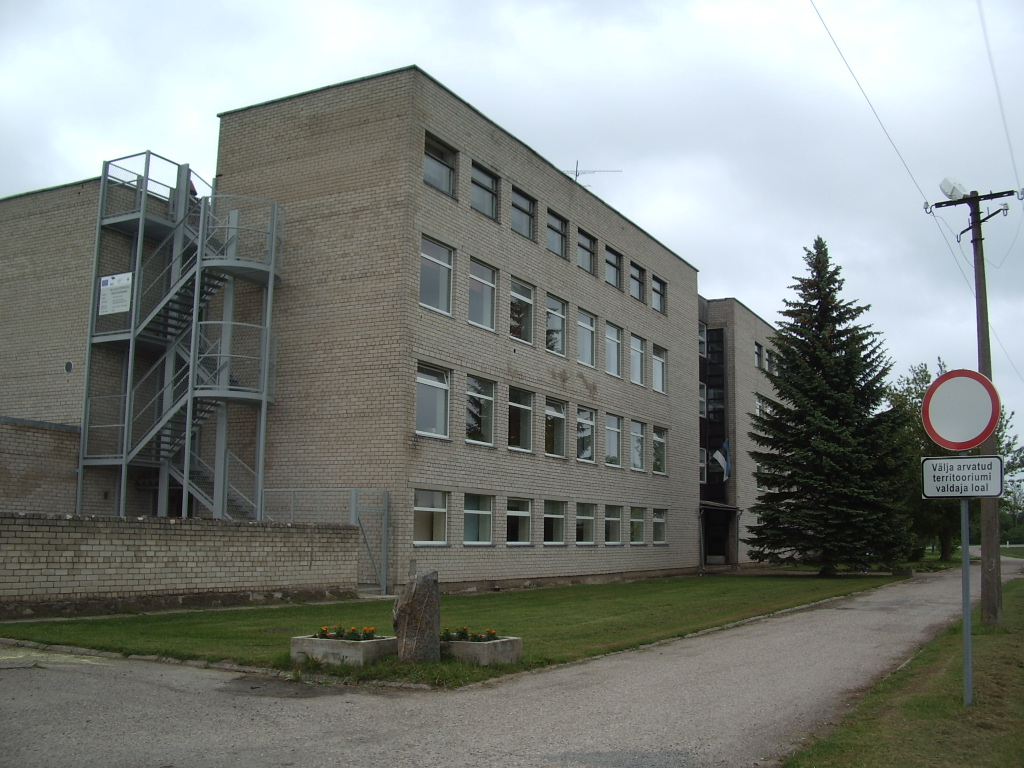
Valjalská základní škola